# КК Македоникос
КК Македоникос (грч. Μακεδονικός K.A.E.) je грчки кошаркашки клуб из Солуна.

## Историја
Македоникос се годинама такмичио у првој грчкој лиги пре него што је банкротирао 2006. године, и био пребачен у трећу лигу. Свој највећи успех су имали 2005. године када су стигли до финала УЛЕБ купа.
Од оснивања тим је био из Солуна, да би након што је клуб купио Димитрис Месаијакос тим био пресељен у Кожани на кратак период због нове хале која је саграђена у том граду. Тим се вратио у Солун након банкрота.

## Успеси
- Друга лига Грчке:
  - Првопласирани (2): 2000, 2002.
- УЛЕБ куп:
  - Финалиста (1): 2005.

## Познатији играчи
- Душан Кецман
- Драган Луковски
- Драгољуб Видачић
- Ненад Чанак
- Скуни Пен
- Пит Мајкл